# (81) Terpsícore
Terpsícore (designació de planeta menor: 81 Terpsichore) és un asteroide gran i molt fosc del cinturó principal, el número 81 de la sèrie. Probablement té una composició carbonosa molt primitiva. Va ser trobat pel prolífic descobridor de cometes Ernst Tempel el 30 de setembre de 1864. Rep el nom de Terpsichore, la musa de la dansa de la mitologia grega.
El 2011, les observacions fotomètriques del planeta menor van donar un període de 10,945±0,001 h amb una amplitud de 0,09±0,01 de magnitud. Aquest resultat és coherent amb determinacions anteriors. El 2009 es van observar dos esdeveniments d’ocultació estel·lar que van implicar aquest asteroide des de diversos llocs. Els acords resultants van coincidir amb una secció el·líptica suau amb unes dimensions de 134,0±4,0 km × 108,9±0,7 km.

## A la cultura popular
Una estació espacial que orbita al voltant de 81 Terpsícore és l'escenari principal de la història de ciència-ficció The Dark Colony (Asteroid Police Book 1) de Richard Penn.